# Tour radio de Berlin
La tour radio de Berlin (en allemand : Berliner Funkturm ) est une tour en treillis métallique d'une hauteur 146,7 m et était le support des antennes d'émission radio et télévision de Berlin mise en service à l'occasion du salon allemand de la radiodiffusion (Deutsche Funk-Ausstellung) de 1926. La tour de transmission, antérieure de 43 ans à la Fernsehturm de l'Alexanderplatz, est l'un des symboles de la ville et fait partie du patrimoine classé. Il se trouve au milieu du parc des expositions de Berlin dans le quartier de Westend sur le côté ouest de la cité.

## Construction

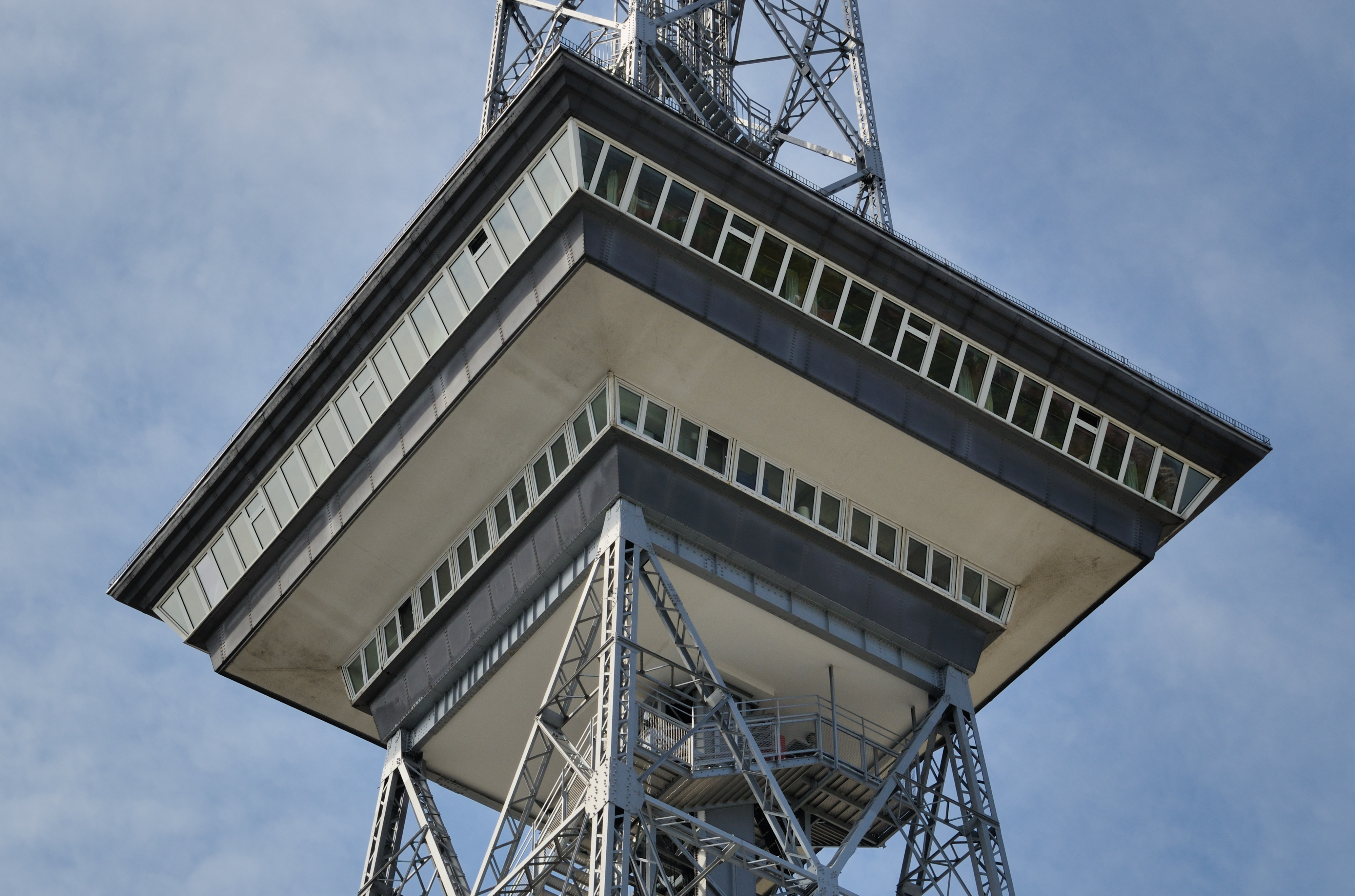
L'étage du restaurant.

La structure de la tour est en acier, comme la Tour Eiffel à Paris. Un restaurant a été construit postérieurement à 52 m de haut ainsi qu'une plate-forme ouverte au public à 125 m. Une particularité est que la tour est probablement la seule tour panoramique du monde qui est sur des isolateurs de porcelaine, fabriqués par la manufacture royale de porcelaine de Berlin.
La tour radio , mesure 146,78 mètres de hauteur et repose sur une fondation de forme carrée avec des côtés de 24,5 mètres de longueur. Les quatre piliers inclinés qui soutiennent la structure sont également de section carrée, avec des côtés de 5,7 mètres. À l'intérieur de la tour se trouve le puits d'ascenseur, qui mesure environ quatre mètres de large au niveau du restaurant et se rétrécit à 2,4 mètres à l'étage d'observation. 400 tonnes d'acier ont été utilisées pour la construction de la tour. L'ensemble de la structure, reposant sur un sol sableux, atteint un poids total de 600 tonnes, dont 220 tonnes pour la fondation. Chacun des quatre piliers peut supporter une charge de 300 tonnes, ainsi qu'un mouvement latéral de 100 tonnes. En cas de tempête, le sommet de la tour peut osciller jusqu'à 38 centimètres. La structure a également été conçue pour supporter l'ajout de 40 tonnes de visiteurs, ainsi qu'une pression de vent équivalente à 105 tonnes.

### Dimensions
- Hauteur cuisine du restaurant : 48,122 m
- Hauteur restaurant : 51,652 m
- Hauteur plate-forme d'observation : 124,092 m
- Hauteur tour : 150,062 m
- Poids : 600 tonnes.

## Histoire
Le contrat pour la construction d'une tour de transmission a été attribué le 8 novembre 1924. La conception est confiée à l'architecte Heinrich Straumeret, qui s'inspire de la Tour Eiffel à Paris en reprenant le principe d'une structure métallique à colombages. L'architecte Heinrich Straumer fut chargé de la conception des deux plateformes pour visiteurs, comprenant une terrasse d'observation et un restaurant, l'installation d'un ascenseur en extérieur, ainsi que du pavillon d'accueil au sol. Le projet de construction, en plus de devoir répondre à des exigences strictes de sécurité, fut soumis à des contraintes budgétaires significatives. Afin de limiter les coûts, les éléments décoratifs, tels que ceux présents sur la Tour Eiffel, furent omis, ce qui allégea la structure tout en lui conférant une silhouette élancée. Les travaux commence après la fin de la première Grande Exposition de la Radio Allemande, qui s'est tenue du 4 au 14 décembre 1924. La tour fut achevée le 15 avril 1925 et les premières diffusions radio eurent lieu des septembre 1925 . Les travaux de finition se sont prolongés jusqu'au printemps 1926, et la réception des travaux a eu lieu le 26 avril de la même année. Le 3 septembre 1926, à l'occasion du troisième salon allemand de la radiodiffusion , la tour de radio a été ouverte au public avec un discours du physicien Albert Einstein. Lors de son inauguration la tour sert aussi de phare pour les avions approchant Berlin, alors carrefour aérien européen. Un projecteur de 3000 watts, installé à son sommet, tournant 25 fois par minute était visible à une distance de 60 kilomètres.

Illustration de 1929 montrant la tour avec son projecteur illuminant le ciel.

En 1929, la tour radio de Berlin fut le site de la première transmission télévisuelle au monde. En 1932, une antenne y fut installée pour diffuser le signal de la première station de radio en modulation de fréquence (FM) au niveau mondial. Le 22 mars 1935 le premier programme de télévision régulier au monde, baptisé Fernsehsender, a été émis depuis la tour.
En 1935, un incendie détruisit le hall de l'industrie radiophonique allemande, situé près de la tour radio, ce qui endommagea la tour ainsi que le restaurant,. Durant la Seconde Guerre mondiale, la tour radio de Berlin fut gravement endommagée, lorsqu'un obus frappe la structure à 38 mètres de hauteur et brise l'une des entretoises principales, affectant le restaurant et l'un des piliers de soutien. Après la guerre, la tour ne reposait plus que sur trois piliers, mais les réparations furent entreprises pour restaurer l'intégrité de l'édifice.
Le 1er octobre 1951, la tour est de nouveau prête à fonctionner, elle est désormais dotée d'une structure semblable à un mât, équipée de plusieurs antennes distinctes pour la télévision, la radio FM du NWDR, ainsi que pour divers services publics tels que les pompiers, la police et le service de taxi.Au cours des années suivantes, les différentes stations de radiodiffusion commencèrent à établir leurs propres pylônes d'émission, réduisant progressivement leur dépendance à l'égard de la tour radio. En 1963 la tour radio a cessé d'être utilisée pour les émissions de radiodiffusion. En 1966, elle a été inscrite au patrimoine en tant que monument historique. Depuis 1973, la tour n'est également plus employée pour les transmissions télévisées. Aujourd'hui, elle sert encore de poste de relais pour radios amateur, pour la police et pour la radiotéléphonie mobile. La dernière restauration complète a eu lieu en 1987 pour le 750e anniversaire de la ville de Berlin.